# Epícrates d'Atenes
Epícrates (en llatí Epicrates, en grec antic Ἐπικράτης) fou un polític atenenc que va prendre part en els afers públics després de la guerra del Peloponès. Membre del partit democràtic va participar en l'enderrocament dels Trenta Tirans. Portava una barba llarga i va rebre el renom de σακεσφυρός ("l'embullat").
Va ser acusat de corrupció probablement per l'afer de Timòcrates de Rodes, enviat als estats grecs per subornar als líders per fer la guerra a Esparta el 395 aC, però se'n va sortir. Més endavant va ser enviat com ambaixador a Artaxerxes II de Pèrsia i al tornar el van acusar de corrupció i de rebre suborns d'aquest rei, segons diuen Hegesandre i Plutarc. Plutarc també diu que no va negar les acusacions de corrupció. Sembla que també aquesta vegada va resultar absolt de l'acusació, però Demòstenes diu que el van condemnar a mort i finalment va ser desterrat, però es podria estar referint a una tercera acusació en ocasió de la pau d'Antàlcides el 387 aC, en què probablement Epícrates era l'enviat atenenc. Amb seguretat va ser ell el que va recomanar la pau als atenencs.